# Raisedon Zenenga

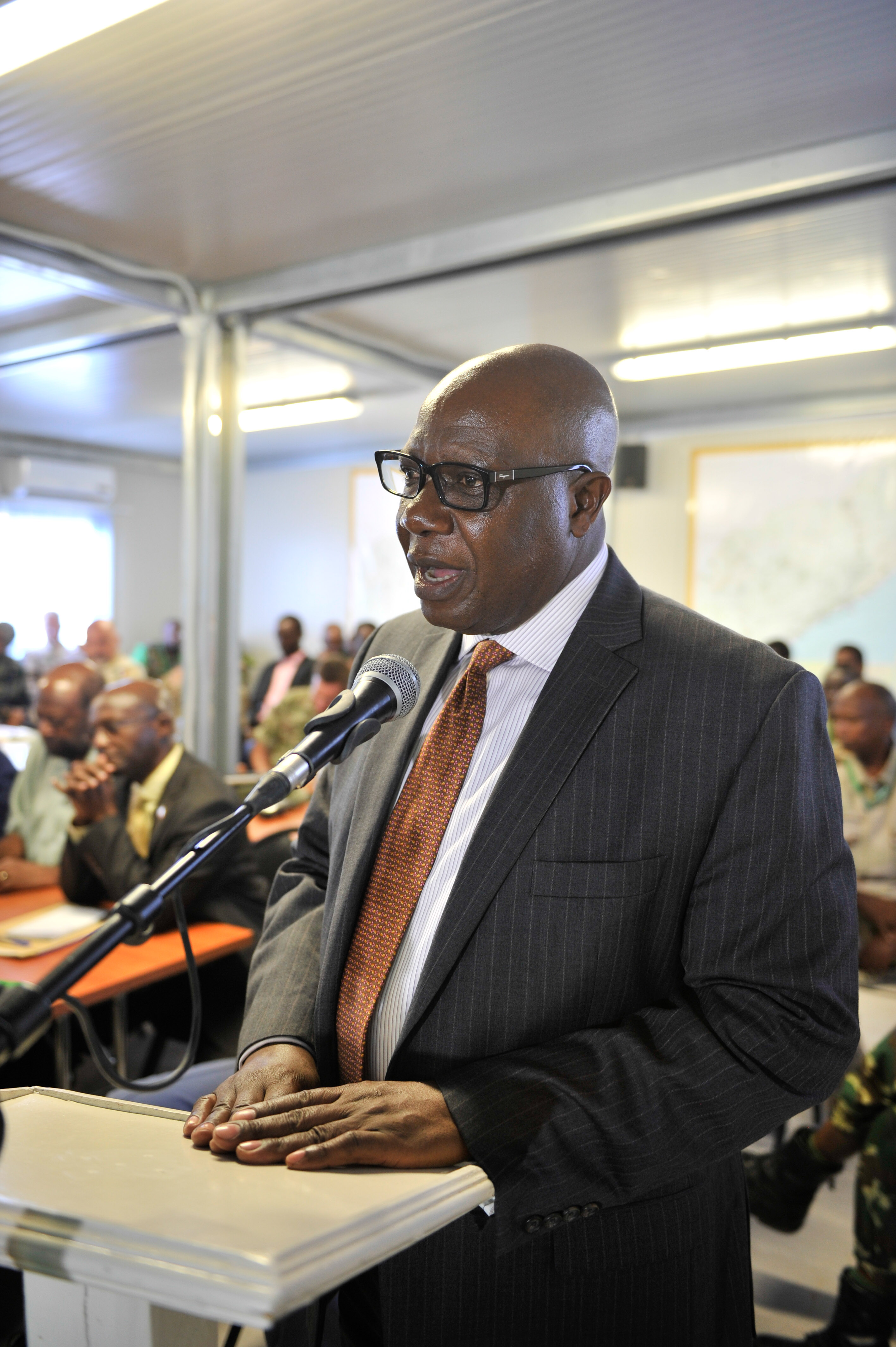
Raisedon Zenenga (2016)

Raisedon Zenenga ist ein simbabwischer Diplomat, der unter anderem zwischen 2014 und 2020 stellvertretender Sondergesandter für die Unterstützungsmission der Vereinten Nationen in Somalia UNSOM (United Nations Assistance Mission in Somalia) war und seit 2020 im Range eines Assistierenden UN-Generalsekretärs Koordinator der Unterstützungsmission der Vereinten Nationen in Libyen UNSMIL (United Nations Support Mission in Libya) ist.

## Leben
Raisedon Zenenga absolvierte ein Studium der Fächer Verwaltungsrecht und Politikwissenschaften an der University of Zimbabwe sowie eine diplomatische Ausbildung am Australian Development Assistance Bureau. Er trat Anfang der 1990er Jahre in den diplomatischen Dienst ein. Ende der 1990er Jahre trat er in den Dienst der Vereinten Nationen und war in verantwortlichen Funktionen an Friedensmissionen in Liberia, Irak, Kuwait und Sierra Leone beteiligt, aber auch in der UN-Zentrale in New York City tätig. Nach Tätigkeiten in der Mission der Vereinten Nationen für die Stabilisierung in der Demokratischen Republik Kongo MONUSCO (Mission de l’Organisation des Nations Unies en République Démocratique du Congo) sowie die Operation der Vereinten Nationen in Côte d’Ivoire UNOCI (Opération des Nations Unies en Côte d’Ivoire) wurde er Leiter der Unterabteilung Afrika II in der Operationsabteilung der UN-Hauptabteilung Friedenssicherungseinsätze.
Am 13. Januar 2012 wurde Zenenga vom Generalsekretär der Vereinten Nationen Ban Ki-moon zum stellvertretenden Sondergesandten für politische Angelegenheiten der Mission der Vereinten Nationen in Südsudan UNMISS (United Nations Mission in the Republic of South Sudan) ernannt. Anschließend wurde er am 5. Dezember 2014 von UN-Generalsekretär Ban Ki-moon zum stellvertretenden Sondergesandten für die Unterstützungsmission der Vereinten Nationen in Somalia UNSOM (United Nations Assistance Mission in Somalia) berufen und trat dort die Nachfolger der aus Algerien stammenden Fatiha Serour an.
Raisedon Zenenga, der über vielfältige und umfassende Erfahrung in der Unterstützung politischer Prozesse und Mediation, nachgewiesene Fähigkeiten in der Verwaltung komplexer Friedensoperationen und bedeutende Erfahrung in der Zusammenarbeit mit Regierungen und anderen wichtigen Interessengruppen in Konflikt- und Post-Konflikt-Umgebungen verfügt, wurde vom Generalsekretär der Vereinten Nationen António Guterres am 16. Dezember 2020 im Range eines Assistierenden UN-Generalsekretärs Koordinator der Unterstützungsmission der Vereinten Nationen in Libyen UNSMIL (United Nations Support Mission in Libya), deren Leiter im Januar 2021 der frühere slowakische Außenminister Ján Kubiš ist. Die Funktion als Koordinator von UNSMIL wurde durch die Resolution 2542/2020 des UN-Sicherheitsrats vom 15. September 2020 geschaffen. Zenengas Nachfolge als stellvertretender Sondergesandter von UNSOM wiederum übernahm die aus Ghana stammende Anita Gbeho.